# Artchill Monney
Artchill Monney (1988) è un ex giocatore di football americano e allenatore di football americano francese che ha giocato come tight end.